# Coppa Davis 2004
La Coppa Davis 2004 è stata la 93ª edizione del più importante torneo fra squadre nazionali di tennis maschile. Sedici squadre hanno preso parte al Gruppo Mondiale, 131 in totale. La Spagna vinse la finale contro gli Stati Uniti allo Stadio Olimpico di Siviglia.

## Gruppo Mondiale
| Squadre partecipanti | Squadre partecipanti | Squadre partecipanti | Squadre partecipanti |
| Argentina            | Australia            | Austria              | Bielorussia          |
| Canada               | Rep. Ceca            | Croazia              | Francia              |
| Marocco              | Paesi Bassi          | Romania              | Russia               |
| Spagna               | Svezia               | Svizzera             | Stati Uniti          |
| -------------------- | -------------------- | -------------------- | -------------------- |

### Tabellone
|  | Primo turno 6-8 febbraio                     | Primo turno 6-8 febbraio          | Primo turno 6-8 febbraio              |                                         |             | Quarti di finale 9-11 aprile | Quarti di finale 9-11 aprile          | Quarti di finale 9-11 aprile |   |   | Semifinali 24-26 settembre | Semifinali 24-26 settembre      | Semifinali 24-26 settembre |   |  | Finale 3-5 dicembre | Finale 3-5 dicembre | Finale 3-5 dicembre |
|  |                                              |                                   |                                       |                                         |             |                              |                                       |                              |   |   |                            |                                 |                            |   |  |                     |                     |                     |
|  | Adelaide, Australia (Cemento)                |                                   |                                       |                                         |             |                              |                                       |                              |   |   |                            |                                 |                            |   |  |                     |                     |                     |
|  | 1                                            | Australia                         | 1                                     |                                         |             |                              |                                       |                              |   |   |                            |                                 |                            |   |  |                     |                     |                     |
|  | 1                                            | Australia                         | 1                                     | Delray Beach, FL, Stati Uniti (Cemento) |             |                              |                                       |                              |   |   |                            |                                 |                            |   |  |                     |                     |                     |
|  |                                              | Svezia                            | 4                                     |                                         |             |                              |                                       |                              |   |   |                            |                                 |                            |   |  |                     |                     |                     |
|  |                                              | Svezia                            | 4                                     |                                         | Svezia      | 1                            |                                       |                              |   |   |                            |                                 |                            |   |  |                     |                     |                     |
|  | Uncasville, CT, Stati Uniti (Cemento indoor) |                                   |                                       |                                         | Svezia      | 1                            |                                       |                              |   |   |                            |                                 |                            |   |  |                     |                     |                     |
|  |                                              | 7                                 | Stati Uniti                           | 4                                       |             |                              |                                       |                              |   |   |                            |                                 |                            |   |  |                     |                     |                     |
|  | 7                                            | 7                                 | Stati Uniti                           | 4                                       | Stati Uniti | 5                            |                                       |                              |   |   |                            |                                 |                            |   |  |                     |                     |                     |
|  | 7                                            |                                   |                                       |                                         | Stati Uniti | 5                            | Charleston, SC, Stati Uniti (Cemento) |                              |   |   |                            |                                 |                            |   |  |                     |                     |                     |
|  |                                              | Austria                           | 0                                     |                                         |             |                              |                                       |                              |   |   |                            |                                 |                            |   |  |                     |                     |                     |
|  |                                              |                                   |                                       |                                         |             |                              | 7                                     | Stati Uniti                  | 4 |   |                            |                                 |                            |   |  |                     |                     |                     |
|  | Minsk, Bielorussia (Sintetico indoor)        |                                   |                                       |                                         |             |                              | 7                                     | Stati Uniti                  | 4 |   |                            |                                 |                            |   |  |                     |                     |                     |
|  |                                              |                                   | Bielorussia                           | 0                                       |             |                              |                                       |                              |   |   |                            |                                 |                            |   |  |                     |                     |                     |
|  | 4                                            | Russia                            | Bielorussia                           | 0                                       | 2           |                              |                                       |                              |   |   |                            |                                 |                            |   |  |                     |                     |                     |
|  | 4                                            | Russia                            | Minsk, Bielorussia (Sintetico indoor) |                                         | 2           |                              |                                       |                              |   |   |                            |                                 |                            |   |  |                     |                     |                     |
|  |                                              | Bielorussia                       | 3                                     |                                         |             |                              |                                       |                              |   |   |                            |                                 |                            |   |  |                     |                     |                     |
|  |                                              | Bielorussia                       | 3                                     |                                         | Bielorussia | 5                            |                                       |                              |   |   |                            |                                 |                            |   |  |                     |                     |                     |
|  | Agadir, Marocco (Cemento indoor)             |                                   |                                       |                                         | Bielorussia | 5                            |                                       |                              |   |   |                            |                                 |                            |   |  |                     |                     |                     |
|  |                                              | 5                                 | Argentina                             | 0                                       |             |                              |                                       |                              |   |   |                            |                                 |                            |   |  |                     |                     |                     |
|  | 5                                            | 5                                 | Argentina                             | 0                                       | Argentina   | 5                            |                                       |                              |   |   |                            |                                 |                            |   |  |                     |                     |                     |
|  | 5                                            |                                   |                                       |                                         | Argentina   | 5                            |                                       |                              |   |   |                            | Siviglia, Spagna (Terra indoor) |                            |   |  |                     |                     |                     |
|  |                                              | Marocco                           | 0                                     |                                         |             |                              |                                       |                              |   |   |                            |                                 |                            |   |  |                     |                     |                     |
|  |                                              |                                   |                                       |                                         |             |                              |                                       |                              |   |   |                            | 7                               | Stati Uniti                | 2 |  |                     |                     |                     |
|  | Bucarest, Romania (Terra indoor)             |                                   |                                       |                                         |             |                              |                                       |                              |   |   |                            | 7                               | Stati Uniti                | 2 |  |                     |                     |                     |
|  |                                              | 2                                 | Spagna                                | 3                                       |             |                              |                                       |                              |   |   |                            |                                 |                            |   |  |                     |                     |                     |
|  |                                              | 2                                 | Spagna                                | 3                                       | Romania     | 2                            |                                       |                              |   |   |                            |                                 |                            |   |  |                     |                     |                     |
|  |                                              | Prilly, Svizzera (Cemento indoor) |                                       |                                         | Romania     | 2                            |                                       |                              |   |   |                            |                                 |                            |   |  |                     |                     |                     |
|  | 6                                            | Svizzera                          | 3                                     |                                         |             |                              |                                       |                              |   |   |                            |                                 |                            |   |  |                     |                     |                     |
|  | 6                                            | Svizzera                          | 3                                     |                                         | 6           | Svizzera                     | 2                                     |                              |   |   |                            |                                 |                            |   |  |                     |                     |                     |
|  | Metz, Francia (Terra indoor)                 |                                   |                                       |                                         | 6           | Svizzera                     | 2                                     |                              |   |   |                            |                                 |                            |   |  |                     |                     |                     |
|  |                                              | 3                                 | Francia                               | 3                                       |             |                              |                                       |                              |   |   |                            |                                 |                            |   |  |                     |                     |                     |
|  |                                              | 3                                 | Francia                               | 3                                       | Croazia     | 1                            |                                       |                              |   |   |                            |                                 |                            |   |  |                     |                     |                     |
|  |                                              |                                   |                                       |                                         | Croazia     | 1                            | Alicante, Spagna (Terra)              |                              |   |   |                            |                                 |                            |   |  |                     |                     |                     |
|  | 3                                            | Francia                           | 4                                     |                                         |             |                              |                                       |                              |   |   |                            |                                 |                            |   |  |                     |                     |                     |
|  | 3                                            | Francia                           | 4                                     |                                         |             |                              |                                       |                              |   | 3 | Francia                    | 1                               |                            |   |  |                     |                     |                     |
|  | Maastricht, Paesi Bassi (Terra indoor)       |                                   |                                       |                                         |             |                              |                                       |                              |   | 3 | Francia                    | 1                               |                            |   |  |                     |                     |                     |
|  |                                              | 2                                 | Spagna                                | 4                                       |             |                              |                                       |                              |   |   |                            |                                 |                            |   |  |                     |                     |                     |
|  |                                              | 2                                 | Spagna                                | 4                                       | Canada      | 1                            |                                       |                              |   |   |                            |                                 |                            |   |  |                     |                     |                     |
|  |                                              | Palma di Maiorca, Spagna (Terra)  |                                       |                                         | Canada      | 1                            |                                       |                              |   |   |                            |                                 |                            |   |  |                     |                     |                     |
|  | 8                                            | Paesi Bassi                       | 4                                     |                                         |             |                              |                                       |                              |   |   |                            |                                 |                            |   |  |                     |                     |                     |
|  | 8                                            | Paesi Bassi                       | 4                                     |                                         | 8           | Paesi Bassi                  | 1                                     |                              |   |   |                            |                                 |                            |   |  |                     |                     |                     |
|  | Brno, Repubblica Ceca (Sintetico indoor)     |                                   |                                       |                                         | 8           | Paesi Bassi                  | 1                                     |                              |   |   |                            |                                 |                            |   |  |                     |                     |                     |
|  |                                              | 2                                 | Spagna                                | 4                                       |             |                              |                                       |                              |   |   |                            |                                 |                            |   |  |                     |                     |                     |
|  |                                              | 2                                 | Spagna                                | 4                                       | Rep. Ceca   | 2                            |                                       |                              |   |   |                            |                                 |                            |   |  |                     |                     |                     |
|  |                                              |                                   |                                       |                                         | Rep. Ceca   | 2                            |                                       |                              |   |   |                            |                                 |                            |   |  |                     |                     |                     |
|  | 2                                            | Spagna                            | 3                                     |                                         |             |                              |                                       |                              |   |   |                            |                                 |                            |   |  |                     |                     |                     |

Le perdenti del 1º turno giocano gli spareggi per rimanere nel Gruppo Mondiale contro le vincenti del gruppo I dei gruppi zonali.

### Finale
| Spagna 3 | Stadio Olimpico di Siviglia, Siviglia, Spagna 3-5 dicembre 2004 Terra (indoor) | Stadio Olimpico di Siviglia, Siviglia, Spagna 3-5 dicembre 2004 Terra (indoor) | Stati Uniti 2 |      |      |     |   |  |
| \| \| \| \| 1 \| 2 \| 3 \| 4 \| 5 \| \| \| - \| \| ---------------------------------------------------------- \| ---- \| ---- \| ---- \| --- \| - \| \| \| 1 \| \| Carlos Moyá Mardy Fish \| 6 4 \| 6 2 \| 6 3 \| \| \| \| \| 2 \| \| Rafael Nadal Andy Roddick \| 6 7 \| 6 2 \| 7 6 \| 6 2 \| \| \| \| 3 \| \| Juan Carlos Ferrero / Tommy Robredo Bob Bryan / Mike Bryan \| 0 6 \| 3 6 \| 2 6 \| \| \| \| \| 4 \| \| Carlos Moyá Andy Roddick \| 6 2 \| 7 62 \| 7 65 \| \| \| \| \| 5 \| \| Tommy Robredo Mardy Fish \| 69 7 \| 2 6 \| \| \| \| \| |                                                                                |                                                                                |               |      |      |     |   |  |
| |                                                                                |                                                                                | 1             | 2    | 3    | 4   | 5 |  |
| 1 | Spagna (bandiera) · Stati Uniti (bandiera)                                     | Carlos Moyá Mardy Fish                                                         | 6 4           | 6 2  | 6 3  |     |   |  |
| 2 | Spagna (bandiera) · Stati Uniti (bandiera)                                     | Rafael Nadal Andy Roddick                                                      | 6 7           | 6 2  | 7 6  | 6 2 |   |  |
| 3 | Spagna (bandiera) · Stati Uniti (bandiera)                                     | Juan Carlos Ferrero / Tommy Robredo Bob Bryan / Mike Bryan                     | 0 6           | 3 6  | 2 6  |     |   |  |
| 4 | Spagna (bandiera) · Stati Uniti (bandiera)                                     | Carlos Moyá Andy Roddick                                                       | 6 2           | 7 62 | 7 65 |     |   |  |
| 5 | Spagna (bandiera) · Stati Uniti (bandiera)                                     | Tommy Robredo Mardy Fish                                                       | 69 7          | 2 6  |      |     |   |  |

## Turno di qualificazione al Gruppo Mondiale
Date: 24-26 settembre
| Impianto                                   | Squadra Ospitante | Punteggio | Squadra Ospite |
| ------------------------------------------ | ----------------- | --------- | -------------- |
| Perth, Australia (erba)                    | Australia         | 4-1       | Marocco        |
| Viña del Mar, Cile (Terra)                 | Cile              | 5-0       | Giappone       |
| Fiume, Croazia (Sintetico indoor)          | Croazia           | 3-2       | Belgio         |
| Lambaré, Paraguay (Terra)                  | Paraguay          | 0-5       | Rep. Ceca      |
| Bratislava, Slovacchia (Cemento indoor)    | Slovacchia        | 3-2       | Germania       |
| Pörtschach am Wörther See, Austria (Terra) | Austria           | 3-2       | Regno Unito    |
| Bucarest, Romania (Terra)                  | Romania           | 4-1       | Canada         |
| Mosca, Russia (Terra indoor)               | Russia            | 5-0       | Thailandia     |

- Cile e Slovacchia promosse al Gruppo Mondiale della Coppa Davis 2005.
- Australia, Austria, Croazia, Repubblica Ceca, Romania e Russia rimangono nel Gruppo Mondiale della Coppa Davis 2005.
- Belgio (EA), Germania (EA), Gran Bretagna (EA), Giappone (AO), Paraguay (Am) e Thailandia (AO) rimangono nel Gruppo I della Coppa Davis 2005.
- Canada (Am) e Marocco (EA) retrocesse nel Gruppo I della Coppa Davis 2005.

## Zona Americana

### Gruppo I
Squadre partecipanti
- Brasile — retrocessa nel Gruppo II della Coppa Davis 2005
- Cile — promossa al Turno di qualificazione al Gruppo Mondiale
- Ecuador
- Paraguay — promossa al Turno di qualificazione al Gruppo Mondiale
- Perù
- Venezuela

### Gruppo II
Squadre partecipanti
- Bahamas
- Cuba
- Giamaica
- Haiti — retrocessa nel Gruppo III della Coppa Davis 2005
- Messico — promossa al Gruppo I della Coppa Davis 2005
- Porto Rico — retrocessa nel Gruppo III della Coppa Davis 2005
- Rep. Dominicana
- Uruguay

### Gruppo III
Squadre partecipanti
- Antille Olandesi — promossa al Gruppo II della Coppa Davis 2005
- Bolivia
- Colombia — promossa al Gruppo II della Coppa Davis 2005
- El Salvador
- Honduras
- Isole Vergini Americane — retrocessa nel Gruppo IV della Coppa Davis 2005
- Panama
- Trinidad e Tobago — retrocessa nel Gruppo IV della Coppa Davis 2005

### Gruppo IV
Squadre partecipanti
- Barbados
- Bermuda
- Caraibi dell'Est
- Costa Rica
- Guatemala — promossa al Gruppo III della Coppa Davis 2005
- Saint Lucia — promossa al Gruppo III della Coppa Davis 2005

## Zona Asia/Oceania

### Gruppo I
Squadre partecipanti
- Giappone — promossa al Turno di qualificazione al Gruppo Mondiale
- India
- Indonesia
- Nuova Zelanda — retrocessa nel Gruppo II della Coppa Davis 2005
- Pakistan
- Taipei cinese
- Thailandia — promossa al Turno di qualificazione al Gruppo Mondiale
- Uzbekistan

### Gruppo II
Squadre partecipanti
- Cina — promossa al Gruppo I della Coppa Davis 2005
- Corea del Sud
- Filippine
- Hong Kong — retrocessa nel Gruppo III della Coppa Davis 2005
- Iran
- Kuwait
- Libano
- Malaysia — retrocessa nel Gruppo III della Coppa Davis 2005

### Gruppo III
Squadre partecipanti
- Bahrein
- Kazakistan — promossa al Gruppo II della Coppa Davis 2005
- Oceania pacifica — promossa al Gruppo II della Coppa Davis 2005
- Oman — retrocessa nel Gruppo IV della Coppa Davis 2005
- Qatar
- Siria — retrocessa nel Gruppo IV della Coppa Davis 2005
- Tagikistan
- Vietnam

### Gruppo IV
Squadre partecipanti
- Arabia Saudita — promossa al Gruppo III della Coppa Davis 2005
- Bangladesh
- Bahrein
- Birmania
- Emirati Arabi Uniti
- Giordania
- Iraq
- Kirghizistan
- Singapore
- Sri Lanka — promossa al Gruppo III della Coppa Davis 2005
- Turkmenistan

## Zona Europea/Africana

### Gruppo I
Squadre partecipanti
- Belgio — promossa al Turno di qualificazione al Gruppo Mondiale
- Finlandia — retrocessa nel Gruppo II della Coppa Davis 2005
- Germania — promossa al Turno di qualificazione al Gruppo Mondiale
- Grecia — retrocessa nel Gruppo II della Coppa Davis 2005
- Israele
- Lussemburgo
- Regno Unito — promossa al Turno di qualificazione al Gruppo Mondiale
- Slovacchia — promossa al Turno di qualificazione al Gruppo Mondiale
- Sudafrica
- Zimbabwe

### Gruppo II
Squadre partecipanti
- Algeria
- Bulgaria
- Danimarca — retrocessa nel Gruppo III della Coppa Davis 2005
- Egitto — retrocessa nel Gruppo III della Coppa Davis 2005
- Georgia
- Irlanda — retrocessa nel Gruppo III della Coppa Davis 2005
- Italia — promossa al Gruppo I della Coppa Davis 2005
- Lettonia
- Norvegia
- Polonia
- Portogallo
- Serbia e Montenegro — promossa al Gruppo I della Coppa Davis 2005
- Slovenia
- Tunisia — retrocessa nel Gruppo III della Coppa Davis 2005
- Ucraina
- Ungheria

### Gruppo III

#### Girone I
Squadre partecipanti
- Costa d'Avorio — promossa al Gruppo II della Coppa Davis 2005
- Ghana — promossa al Gruppo II della Coppa Davis 2005
- Kenya
- Madagascar
- Namibia
- Turchia

#### Girone II
Squadre partecipanti
- Andorra — retrocessa nel Gruppo IV della Coppa Davis 2005
- Cipro
- Estonia — promossa al Gruppo II della Coppa Davis 2005
- Islanda
- Lituania
- Macedonia
- Monaco — promossa al Gruppo II della Coppa Davis 2005

### Gruppo IV

#### Girone I
Squadre partecipanti
- Gabon
- Mali
- Nigeria — promossa al Gruppo III della Coppa Davis 2005
- San Marino — promossa al Gruppo III della Coppa Davis 2005
- Senegal

#### Girone II
Squadre partecipanti
- Armenia — promossa al Gruppo III della Coppa Davis 2005
- Bosnia ed Erzegovina — promossa al Gruppo III della Coppa Davis 2005
- Botswana
- Malta
- Mauritius
- Moldavia
- Ruanda
- Uganda